# Nicola Spaldin
Nicola A. Spaldin (3 de enero de 1969) es una científica de británica especialista en Ciencia de materiales. Enseña y dirige sus investigaciones en la Escuela Politécnica Federal de Zúrich. Es conocida para sus investigaciones pioneras sobre el multiferroismo que ha valido el Premio L'Oréal-UNESCO a Mujeres en Ciencia en 2017. 

## Biografía
Es  directora del departamento teoría de los materiales a la Escuela Politécnica Federal de Zúrich. Sus trabajos tratan sobre los materiales ferroeléctricos, de los materiales a la vez ferromagnéticos y ferroeléctricos. Su aplicación es la miniaturización de los aparatos electrónicos para una menor energía.
Es miembro de la American Physical Society desde 2008 y de la Asociación Estadounidense para el Avance de la Ciencia desde 2013. Recibió el Premio L'Oréal-UNESCO a Mujeres en Ciencia en 2017 para su trabajo multidisciplinario vanguardista de predicción, descripción y creación de nuevos materiales a las propiedades magnéticas y ferroeléctricos commutables.

## Publicación
- ((en inglés)) Spaldin, Nicola TIENE. . Magnetic materials : fundamentals and device aplicaciones, Cambridge University Press, Cambridge, (2003)  ( ).